# 치킨 (한국 음식)
치킨(영어: chicken)은 닭튀김으로 토막낸 닭고기에 튀김옷 또는 반죽물을 덮어 기름에 튀겨 만든 한국의 음식이다. "치킨"은 "닭튀김"이라는 뜻의 영어 "프라이드 치킨(fried chicken)"의 줄임말이자 표준국어대사전에 등재되어 있는 외래어에 속한다. 다양한 형태로 변형하여 양념치킨, 간장치킨, 파닭, 닭강정 등으로 만들기도 한다. 반찬으로 "치킨무"라 불리는 무 초절임을 함께 낸다. 탄산음료를 같이 마시거나 맥주를 곁들여 먹는 치맥을 하는 경우가 많으며, 맥주 대신 소주와 과실주를 곁들이기도 한다.
미국식 프라이드 치킨은 두꺼운 튀김옷을 입혀 다소 거친 식감이 있지만, 한국식 치킨은 얇은 튀김옷으로 두 번 튀겨내어 식감이 더욱 바삭한 것이 큰 특징이다. 조각내서 튀기는 이유는 닭을 통째로 튀기면 부위별로 익는 시간이 다르기 때문이다. 튀김기름의 온도는 160~190도 정도가 적당하다. 보통 육계(肉鷄)라 불리는 외래품종인 브로일러(broiler)를 많이 사용하지만, 육계와 산란계를 교잡한 백세미(White semi broiler)를 사용하기도 한다.
2023년도 공정거래위원회의 발표에 따르면 한국의 치킨브랜드는 683개이며, 조선일보의 취재에 따르면 치킨공화국인 한국에는 2022년 기준으로 약 8만1000개의 치킨집이 있다고 한다. 또한, 치킨은 설렁탕, 냉면, 중국음식, 족발 등으로 이어지는 한국의 신속한 배달문화의 계보를 잇는 음식이자 야식의 대표 메뉴이고 소주, 삼겹살과 더불어 한국인의 소울푸드에 반열에 놓여있다.
현재까지 배달음식 1위를 차지하고 있으며 '치맥', '치느님', '1인1닭', 'K-치킨'이라는 신조어가 만들어지기도 했다.

## 역사
국내 음식 조리법 책으로 지금까지 가장 오래된 문헌은 1450년경에 의관 전순의이 편찬한 《산가요록》이다. 이 책에는 닭고기를 기름에 조리한 음식인 "포계(炮鷄)"를 소개한다, 이 포계(炮鷄)가 한국식 닭튀김의 원조로 추정된다.. 미국식 닭튀김(프라이드 치킨)은 6.25 전쟁 이후 미군이 알렸다고 본다. 1960년대 도시 시장 안, 서울 중구 충무로1가 생닭 판매점에서 미국식 프라이드 치킨을 모방한 통닭튀김을 파는 "명동 영양 센터"가 개업하였다. 이것이 현대적인 닭 튀김의 원조라고 볼 수 있다.
침략시절 일제가 외래종 닭을 도입했으나 부업수준 양계 수준에 머물렀다. 유축장려정책에 힘입어 배합사료공장 1960년대 초에 본격적으로 들어서며 양계의 전업화가 이루어졌다. 1965년에 증체율이 뛰어난 육계(肉鷄, broiler) 병아리를 수입하였고, 양계의 규모화를 이루며 산업화와 식문화 변화로 증가하는 닭고기 수요에 부응하였다. 점차 전업양계는 기업양계로 전환하였고 1980년대 들어 정부주도로 양계 산업의 기업계열화를 추진하며 사료공급, 종계, 양계, 도축, 닭고기 유통, 식품가공의 현대화를 이루었다.
본래 조선은 튀김요리가 있었으나 크게 발달하지 못했기에 19세기 이후 포르투갈 요리에서 유래한 덴푸라 등 튀김요리는 일본 영향을 받았으며, 일제가 식용유 공장을 국내에 세웠으나 이는 일본 내수를 충당하는 조치였을 뿐이었고 국내 식용유 공급은 충분하지 못했다. 1970년대 이전에는 튀김닭보다 전기구이 통닭이 유행했다. 자급률이 낮은 식용유 수요의 대부분을 수입에 의존하던 시절이라 여전히 식용유의 가격이 높았던 시절이었다. 가열 후 재료를 분쇄 압착하는 재래 방식의 소규모 공장 시설로는 식용 기름 공급에 한계가 있었다. 1971년 동방유량(사조해표의 전신)에서 "해표 식용유"를 대량 생산하여 독점 체제로 고급기름처럼 고가에 공급하였다. 1979년 제일제당이 '백설표' 식용유를 생산하여 경쟁 체제가 시작되자 식용기름의 가격이 저렴해지면서 튀김 요리가 대중화하였다.

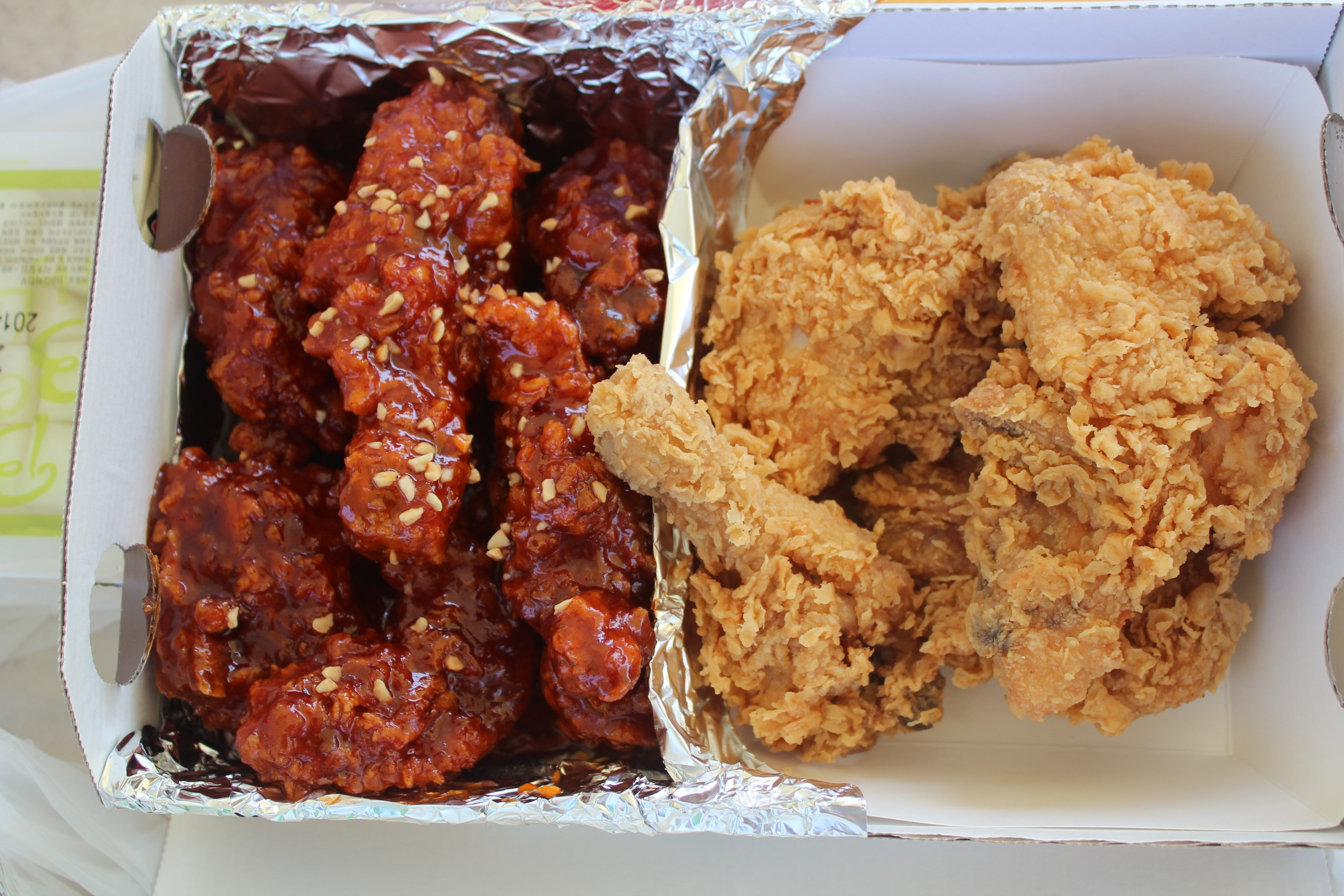
양념치킨과 후라이드 치킨

1977년에 림스치킨이라는 첫 치킨 체인점이 신세계백화점 본점 지하에 설립하으며, 국내 최초로 닭을 조각내 튀겨 판매했다. 1980년대에 페리카나, 처갓집양념통닭 등에서 양념치킨을 판매하며 본격적으로 치킨산업이 성장했다. 1982년 프로야구 출범, 1986년 서울 아시안게임, 1988년 서울 올림픽 등으로 스포츠 붐이 일고 레저 활동을 즐기는 인구가 크게 늘면서 기름에 튀기는 치킨이 빠르게 전기구이 통닭을 대체하며 가장 대중적인 닭요리로 정착하였다. TV에서는 ‘쓰리랑부부’(김미화, 김한국) 등 유명 연예인들을 앞세운 광고도 시작되었다.
교촌치킨(1991년)과 BBQ(1995년) 등 1990년대 이후 많은 브랜드들이 생겨나 본격적으로 치킨 프랜차이즈 사업이 시작되었다. 이들 기업은 ‘핑클’ ‘신화’ 등 아이돌 가수들을 앞세운 스타 마케팅 시스템을 도입했다. 1997년에 시작된 IMF 경제위기 이후 실업자들에 의해 삼겹살과 더불어 치킨집 창업이 붐을 이루었다. 특별한 기술이 없어도 단기간 교육으로 본사가 제작한 규범에 따라 메뉴를 제공하면 되었기에 창업이 쉽다는 것이 알려지면서 퇴직금을 받은 예비 창업자들이 달려들었기 때문이다.
2002년 월드컵을 계기로 이전에 1만 여개였던 점포수가 단기간에 2만 5000 여개로 증가하여 폭발적으로 치킨 산업이 성장했다. 아울러 파닭, 불닭, 간장치킨, 마늘치킨, 닭강정 등 다양한 메뉴가 개발됐다. 또한, 남북교류가 이루어진 2000년대에는 남한 사람이 북한에 치킨집을 열면서 북한지역에도 남한식 닭튀김이 보급되었다.
한국의 직장인 회식메뉴 1위는 삼겹살이지만 배달음식이라는 전제 하에 외식 메뉴 1위는 치킨이 차지하고 있다.

## 생활 문화사

### 신조어
치킨 관련하여 신조어도 많이 만들어졌다. 2002년 한일 월드컵을 기점으로 하여 '치맥'이란 말이 일반명사화 될 정도의 수준으로 통용 되고 있다. 한류 열풍을 따라 해외에서도 '치맥(chimaek)'이라는 단어가 알려지며 옥스포드 영어사전에도 등재되어 있다. '치킨을 확보한 자는 복을 받을 지어다' 라는 말은 스포츠 경기 중계 시작 전에 주문한 치킨이 경기가 끝나도록 도착하지 못한 '치킨파동'에서 비롯된 것으로 추정되며, 이에 따라 치킨을 높여 부르는 '치느님'이라는 합성어도 등장했다. '1인1닭'이 점차 생활화 되어가는 수준이며, 해외에서는 KFC란 'Korean Fried Chicken' 뜻하며 'K치킨'이란 말로 부르고 있다.

### 골목 상권 침해
2010년 12월, 대형 유통업체인 롯데마트가 전국 82개 점포에서 900g 내외의 프라이드치킨을 마리당 5000원에 판매하는 '통큰치킨'의 판매를 개시했다. 이 치킨의 가격은 일반적인 치킨 전문점 판매가의 3분의 1 수준이며, 기존 대형마트 판매가보다도 30 ~ 40% 저렴하였다. 소비자들로부터 환영받으며 높은 판매량을 보였으나 매장마다 300마리 한정 판매를 하는 바람에 항의소동도 있었고 골목상권을 침해한다는 논란속에 1주일 만에 판매중단 되었다. 2022년, 홈플러스가 '당당치킨'을 6990원에 판매하기 시작하자 12년전과 비슷한 논쟁이 재현되었다.

### 수원 통닭 거리
수원통닭골목은 수원 팔달구 남수동 팔달문로 인근 100m 길이의 거리에 조성되어 있다. 1970년부터 문을 연 원조 가게부터 신생 가게까지 10 여 곳 정도의 가게가 있다. 이곳의 전통은 큰 가마솥에 기름을 붓고 튀기는 것이다. 매향통닭, 진미통닭, 용성통닭, 남문통닭, 장안통닭 등이 골목 안 터줏대감으로 불린다. 초창기에는 좌판에 닭장을 놓고 손수 닭을 잡아 튀겼다고 한다. 가격이 저렴해 부담이 없으며, 푸짐한 양과 독특한 맛이 있다는 입소문을 듣고 전국 각지에서 찾아온 손님들로 붐비는 편이다.

### 극한직업
2019년 상반기에 개봉한 대한민국의 코미디 영화이다. 흥행에 대성공을 거둔 이 영화의 주요 배경이 치킨집이다. 해체 위기에 처한 경찰 마약반이 국제 범죄조직의 활동 정황을 포착한 뒤 조직의 아지트 근처 치킨집에서 잠복 근무를 시작하는 것으로 이야기가 전개된다. 그러나 잠복근무는 곧 교착상태에 빠지고 적자에 시달리던 가게 주인은 폐업을 선언해버리고 만다. 부득불 가게를 인수하여 위장 창업을 하게 되고, 배달을 가장해 조직의 아지트를 수색하는 작전을 펼친다. 하지만, 엉뚱하게도 절대미각을 가진 마 형사의 뛰어난 요리 솜씨로 치킨 가게가 너무 바빠지기 시작하며 범인을 잡기 전에 닭 먼저 잡게 생겼다는 식으로 이야기가 코믹스럽게 진행된다.
치킨가게를 배경으로 한 이 영화는 개봉 15일만인 2019년 2월 6일, 관객 수가 1,000만 명을 넘어섰다. 총 누적 관객수는 16,266,337명으로 역대 관객수 순위 2위, 역대 매출액 순위 1위를 기록했다. 또한, 2020년에 56회 대종상 영화제에서 남우조연상과 기획상을 받는 등 다수의 상을 받았다.

### KFC 1호점 폐쇄
1984년 문을 열어 1호점으로서 상징성이 있었던 'KFC 종로점'이 2022년 1월 38년만에 문을 닫았다. 코로나19 사태가 장기화되면서 주변 상권이 크게 위축되었고, 높은 임대료가 부담이 된 데다 매장이 오래돼 유지, 보수에 드는 비용이 적잖게 들면서 결국 폐점을 결정한 것으로 전해졌다. 이에 대해서 음식평론가 이용재는 한국식 치킨의 영향으로 KFC가 고전한 결과물이라는 분석을 내놓았다. 또한, 2023년 1월 12일 한국KFC의 소유주였던 KG그룹은 사모펀드 운용사 오케스트라PE에 KFC 지분 100% 매각하였다.

### 치맥페스티벌
대구 달서구에 위치한 두류공원에서 매년 7월경에 개최되는 축제다. 대구에서는 계육 산업이 크게 발달해왔고, 1980대 치킨 프랜차이즈의 1세대라 할 수 있는 멕시카나, 처갓집양념치킨 등이 시작된 곳이다. 이러한 배경 속에서 치맥을 지역콘텐츠로 특화하여 지역 경제를 활성화시키고자 2013년에 처음 개최되었다. 통상 5일간 각종행사와 함께 축제가 지속되는데, 2016년에는 총 방문객이 100만 명을 넘어섰다. 2019년에는 문화체육관광부에서 올해의 유망축제로 선정한 바 있다.

## 홈치킨 튀기기

### 치킨 구매
닭고기는 조리법에 따라 품종과 사육개월수가 다르므로 반드시 '튀김용 닭고기(broiler)'를 구입해야 한다. 백숙용, 삼계탕용, 후라이드 치킨용 닭이 모두 다르다. 후라이드용 닭의 품종은 육계(肉鷄, broiler)로, 이 품종은 1,2차 세계대전 이후 신속히 동물성 단백질을 공급하는 것에 대한 필요성을 절감한 미국 등에서 품종 개량을 통해서 만들어낸 닭이다. '팝콘치킨'이라는 별명을 가진 이 육계(肉鷄, broiler)는 성장 속도가 빠르고 비육율이 뛰어나며 특히 서양인들이 좋아하는 닭가슴살이 풍성하고 육질이 연한 것이 특징이다. 후라이드 치킨을 위해 토종닭을 구입한다거나 시중에서 파는 산란계, 폐닭, 오골계 등을 사용하면 육질이 지나치게 질겨져서 먹을 수 없는 수준이 되고 만다.
한국에서는 주로 사용하는 후라이드용 닭은 약 30일 정도 사육 후 출하한다. 이 닭들은 전량 수입된 외래 종계를 통해 태어난 닭들이다. 한국의 사육환경과 한국식 후라이드 치킨을 위한 맞춤식 육계 품종으로, 한국식 후라이드 치킨을 제대로 맛보려면 약 30~45일 정도 사육후 출하한 닭을 사용해야 '겉바속촉'의 진수를 재현할 수 있다. 육계를 튀기거나 구우면 육질에 쫄깃함이 추가되지만, 토종닭이나 백세미, 산란계를 튀기면 너무 질겨서 먹을 수 없는 수준이 되고 만다. 반대로 육계(肉鷄, broiler)로 백숙을 하면 살이 지나치게 흐물흐물해져 씹는 맛인 쫄깃한 식감을 전혀 즐길 수 없을 뿐만 아니라 고기맛도 없고 국물맛도 토종닭에 훨씬 못 미친다.
미국 등의 국가에서는 육계(肉鷄, broiler)를 2개월 정도 사육한 후 출하 하는 것이 특징이므로 후라이드로 튀길 경우에 한국산 육계와는 그 방법이 달라야 한다. 또한 한국산 토종닭의 경우에 주로 백숙용으로 육질이 질기고 사육기간은 통상 70-90일이므로 후라이드 튀김닭으로는 부적합하다.

### 기본 재료
닭고기 1마리(700g), 우유 2컵(400ml), 식용유 5컵(1000ml), 닭 밑간(소금 1/2작은술(2g), 후추 1/3작은술(1g), 청주 1큰술(15ml), 마늘(다진 마늘) 1큰술(10g)), 반죽(튀김가루 1/2컵(50g), 감자전분 1/2컵(50g), 찹쌀가루(마른 찹쌀가루, 반죽용) 3큰술(30g), 베이킹파우더 1작은술(2g), 마늘가루 1과 1/2큰술(15g), 물 1컵(200ml), 오레가노(마른 오레가노 약간), 찹쌀가루(마른 찹쌀가루) 1/2컵(50g)
- 시중 대형 슈퍼마켓이나 온라인 마켓에 닭 튀김 전용 튀김가루를 판매하므로 이를 구입하여 사용할 수 있다.

- 튀김 가루 구입이 불가능 할 때는 시중에 판매하는 밀가루 중에 박력소맥분(薄力小麥粉)을 사용해도 무방하다.[64]

### 튀기는 법
- 닭은 적당한 크기로 토막 낸다. 흐르는 물에 씻은 후 우유에 담가 냄새를 제거한다.[65]
- 닭은 흐르는 물에 헹군 후 체에 밭쳐 물기를 뺀다. 닭 밑간 재료를 넣고 골고루 버무려 1시간 동안 재운다.
- 닭에 찹쌀가루를 골고루 묻힌다.

- 볼에 반죽 재료를 넣고 골고루 섞은 후 닭을 넣고 튀김옷을 입힌다.

- 냄비에 식용유를 넣고 170도의 온도로 끓인다. 닭을 넣고 10분간 튀긴 후 건진다.

- 식용유 온도를 180도로 올린 후 다시 닭을 넣고 노릇하고 바삭하게 튀긴다. 체에 밭쳐 기름기를 뺀다.

초벌 튀김은 닭고기를 속까지 잘 익히는 것이 목적이고, 약 160도에서 10분정도 튀겨낸후 닭은 건져내어 식히며 닭고기 안에 흡수된 기름이 빠져나오도록 해야 지나치게 느끼하게 되는 것을 막을 수 있다. 재벌은 초벌보다 높은 온도로 튀기기를 함으로 튀김옷에 바삭함을 추가하여 일명 '겉바속촉' 되도록 만들기 위함이며, 180도 이상에서 아주 짧은 시간내에 튀겨내어 튀김용 기름의 흡수양이 적어야 느끼함이 줄어든다.
반죽이나 튀김옷에 설탕을 넣을 경우에 검게 타 버려 보기에 흉하게 되니 주의가 요구된다. 온도계를 이용하여 튀김온도를 맞추는 것이 좋으나, 온도계가 없을 경우 튀김옷으로 만든 반죽을 조금 튀김용 기름에 떨어뜨렸을때 바로 반죽이 상승하여 표면으로 올라오면 이때의 온도가 대략 170도 전후가 되니 튀기기 적당한 온도라 할 수 있다.

## 치킨과 통닭
통닭과 치킨의 차이점은 조리 방식에서 나타난다. 통닭은 토막을 내지 않고 통째로 기름에 튀기는 반면, 치킨은 부위별로(닭다리, 닭가슴, 목 등) 나누어 튀김옷을 입힌 뒤 기름에 튀겨 판매한다. 이때 두 음식의 튀김옷에도 차이가 있다. 통닭의 경우 튀김옷을 입히지 않거나 입히더라도 아주 얇게 입히는 반면, 치킨은 두꺼운 튀김옷을 주로 사용한다.
조각내서 튀기는 이유는 닭을 통째로 튀기면 부위별로 익는 시간이 다르기 때문이다. 척추를 중심으로 반을 가르고 가슴과 다리 사이를 한번 더 잘라 네 조각으로 나누면 지방이 적은 가슴 부위 두 조각, 비교적 지방 함량이 많고 색이 짙은 다리 부위 두 조각을 얻을 수 있다.

## 종류
초창기 시절에 기본적인 메뉴는 크게 후라이드 치킨과 양념치킨 두 종류였으나 점차 여러 치킨업체에서 다양한 맛의 치킨 메뉴들을 선보이고 있다. 치킨에 추가되는 재료도 다양해져서 파, 간장, 치즈 등이 양념이나 부재료로 들어가기도 하고 외국의 탄두리 치킨이나 버팔로 윙을 우리 입맛에 맞게 변형시키기도 한다.
- 양념치킨
- 닭튀김
- 간장치킨
- 파닭
- 순살치킨

## 치킨과 건강[68]

### 열량
1마리당 치킨은 1,700~1,800kcal(100g당 289kcal)선이며, 구운 닭고기는 1,000kcal선의 열량을 지니고 있다. 양념치킨은 여기에 양념의 열량인 평균 1,000kcal 정도가 더 상승된다. 성인 남성의 일일 권장 칼로리가 2,500kcal임을 감안할 때 가장 높은 열량을 가지고 있다.
- 닭고기는 최근 백색육(White Meat)이라고 불리며 쇠고기, 돼지고기 등과 같은 적색육(Red Meat)과 비교하여 지방함량이 낮고 단백질 함량이 높아 건강식으로 인식되고 있음
- 소비자들의 인식 조사 결과 닭고기는 쇠고기, 돼지고기에 비해 ‘가격이 비싸지 않다, 고기가 연하다, 저칼로리다, 저지방이다, 소화흡수가 잘되어 노약자에게 좋다, 콜레스테롤 수치가 낮다’고 인지(Positioning)하고 있는 것으로 분석됨

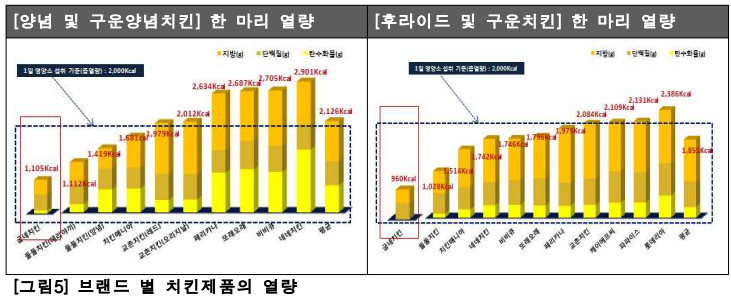
브랜드 별 치킨제품의 열량

## 한국의 치킨 브랜드
- 림스치킨
- BHC치킨
- 60계치킨
- 교촌치킨
- 굽네치킨
- BBQ치킨
- 지코바치킨
- 네네치킨
- 페리카나
- 후라이드 참 잘하는 집
- 스모프치킨
- 자담치킨
- 호식이두마리치킨
- 땅땅치킨
- 맘스터치
- 피자나라 치킨공주
- 노랑통닭
- KFC
- 가마치통닭
- 또봉이통닭
- 계동치킨
- 훌랄라차킨
- 멕시카나치킨
- 찬&찬치킨
- 바른치킨
- 치킨플러스
- 처갓집 양념치킨
- 푸라닭
- 치킨나라
- 깐부치킨
- 또래오래
- 동키치킨
- 꾸브라꼬숯불두마리치킨
- 당신은지금치킨이땡긴다
- 순살만공격

## 같이 보기
- 치맥
- 닭강정
- 치킨무
- 양념치킨
- 파닭
- 닭튀김
- 치밥